# Pryzmat (Białoruś)
Pryzmat: pismo polskie nie tylko dla Polaków: pismo Alexandra Pruszyńskiego dla Polaków byłego ZSRR – czasopismo ukazujące się w latach 1992–93 poświęcone tematyce społecznej, kulturalnej i polonijnej, przeznaczone dla Polaków na Białorusi i w krajach WNP. 
Pierwszy numer ukazał się 22 lipca 1992 roku z przedmową hr. Alexandra Pruszyńskiego. Nakład pisma oscylował wokół tysiąca egzemplarzy. Gazeta była dotowana m.in. przez Zarząd Główny Związku Polskich Kombatantów w Kanadzie oraz inne organizacje polonijne, jak również osoby prywatne. 
Pismo najwięcej uwagi poświęcało życiu codziennemu i społeczno-politycznemu na Białorusi i w Polsce. 